# لويس فوغل
لويس فوغل هو أستاذ جامعي وقانوني وسياسي فرنسي، ولد في 22 أكتوبر 1954 في ساربروكن في ألمانيا. نشط حزبياً في Agir (France) ‏.

## مناصب
- انتخب  خلال فترته النيابية ‏ (28 يونيو 2020 – ).
- انتخب Mayor of Melun ‏ خلال فترته النيابية ‏ (4 يوليو 2020 – ).
- انتخب  خلال فترته النيابية ‏ (30 مارس 2014 – 27 يونيو 2020).
- انتخب  لترشحه ضمن قائمة مولن، خلال فترته النيابية ‏ (30 مارس 2014 – ).
- انتخب رئيس مؤتمر رؤساء الجامعات [الإنجليزية]‏ (16 ديسمبر 2010 – 20 ديسمبر 2012).
- انتخب رئيس جامعة بانتيون أساس (3 يوليو 2006 – 20 يونيو 2012).
- انتخب Mayor of Melun ‏ خلال فترته النيابية ‏ (7 أبريل 2016 – 3 يوليو 2020).